# Ganoderma multipileum
Ganoderma multipileum är en svampart som beskrevs av Ding Hou 1950. Ganoderma multipileum ingår i släktet Ganoderma och familjen Ganodermataceae.   Inga underarter finns listade i Catalogue of Life.